# 振動工具取扱作業者
振動工具取扱作業者（しんどうこうぐとりあつかいさぎょうしゃ）とは、チェーンソー以外の振動工具取扱作業者に対する労働安全衛生法に基づく安全衛生教育を修了した者。

## 概要
- チェーンソー以外の振動工具取扱作業者に対して安全衛生教育を実施し、振動障害の防止のために必要な知識を付与することである。

## 受講資格
- 満18歳以上。

## 安全衛生教育
- 各講習機関によって違う。
- 告示で規定された履修時間は4時間（以上）となっている。

### 講習科目
1. 振動工具に関する知識（1時間）
2. 振動障害及びその予防に関する知識（2.5時間）
3. 関係法令等（0.5時間）

## 対象となる工具
- さく岩機、チッピングハンマー、リベッテングハンマー、コーキングハンマー、ハンドハンマー、ベビーハンマー、コンクリートブレーカー、スケーリングハンマー、サンドランマー等のピストンによる打撃機構を有する工具を取り扱う業務。
- エンジンカッター等の内燃機関を内蔵する工具で、可般式のもの（チェーンソーを除く。）を取り扱う業務。
  - エンジンカッター、ブッシュクリーナー（刈払機取扱作業者安全衛生教育の受講が望ましい）
- 携帯用の皮はぎ機を取り扱う業務。
- 携帯用のタイタンパーを取り扱う業務
- 携帯用研削盤、スイング研削盤、その他手で保持し、又は支えて操作する型式の研削盤（使用する研削といしの直径（製造時におけるものをいう。以下同じ。）が150mmを超えるものに限る。）を取り扱う業務（金属、石材等を研削し、又は切断する業務に限る。）
- 卓上用研削盤又は床上用研削盤（使用する"といし"の直径が150mmを超えるものに限る。）を取り扱う業務（鋳物のばりとり又は溶接部のはつりをする業務に限る。）